# Китинг, Чарльз
Чарльз Китинг (англ. Charles Keating, 22 октября 1941 — 8 августа 2014) — британский актёр.
Родился в Лондоне в семье ирландцев-католиков Чарльза Джеймса Китинга и его супруги Маргарет. Свою актёрскую карьеру начал с театральной сцене в городе Стратфорд-на-Эйвоне, где состоял в Королевской шекспировской театральной труппе. В 1976 году стартовала его карьера на телевидении, где у Китинга были роли в сериалах «Жизнь и смерть Пенелопы», «Эдвард и миссис Симпсон», «Королевский суд», «Возвращение в Брайдсхед», «Впадая в крайности», «Секс в большом городе», «Удивительные странствия Геракла» и «Зена — королева воинов». Наиболее крупной стал его роль в телесериале «Другой мир», за которую он трижды номинировался на Дневную премию «Эмми», а в 1996 году стал её лауреатом.
На большом экране Китинг появился в фильмах «Пробуждение» (1990), «Телохранитель» (1992) и «Афера Томаса Крауна» (1999). В то же время актёр продолжал играть и на театральной сцене, несколько раз выступив и на «Бродвее», где за свою роль в 1986 году был номинирован на театральную премию «Тони».
В 1963 году актёр женился на Мэри Чободоу, родившей ему двух сыновей. Их брак продлился до смерти Китинга от рака лёгких в августе 2014 года.

## Награды
- Дневная премия «Эмми» 1996 — «Лучшая мужская роль в драматическом сериале» («Другой мир»)